# Saccharosydne gracilis
Saccharosydne gracilis är en insektsart som beskrevs av Frederick Arthur Godfrey Muir 1926. Saccharosydne gracilis ingår i släktet Saccharosydne och familjen sporrstritar. Inga underarter finns listade i Catalogue of Life.